# Atractus michaelsabini
Atractus michaelsabini — вид змій родини полозових (Colubridae). Ендемік Еквадору. Описаний у 2022 році.

## Поширення і екологія
Atractus michaelsabini мешкають в еквадорських провінціях Ель-Оро, Асуай і Лоха на південному заході країни, зокрема в долині річки Хубонес та на схилах гір Кордильєра-де-Чілья. Вони живуть у вічнозелених гірських лісах та в сухих чагарникових заростях, на висоті від 927 до 2922 м над рівнем моря.